# Antonio Lopez (illustrateur)
Pour les articles homonymes, voir Antonio Lopez (homonymie) et Lopez.
Antonio Lopez, né le 11 février 1943 sur l'île de Porto Rico et mort le 17 mars 1987  à Los Angeles, est un illustrateur de mode portoricain. Il travaille au cours de sa courte carrière pour de nombreuses publications et magazines de mode et est reconnu comme un illustrateur majeur de la seconde moitié du XXe siècle.

## Biographie

### Débuts
Antonio Lopez né en 1943 à Utuado et y grandi à Porto Rico. Sa mère Maria Luisa Cruz et son père Francisco Lopez auront trois garçons au total. Vers l'âge de huit ans, il s'installe à New York, à Spanish Harlem. La légende veut qu'il ait commencé à dessiner des robes à deux ans, pour sa mère. Il suit des études au Fashion Institute of Technology qu'il quitte pour entrer au magazine Women's Wear Daily. C'est au F.I.T. qu'il rencontre celui qui deviendra dans une relation fusionnelle, son compagnon et son collaborateur, Juan Ramos. Au WWD, ses dessins sont comparés à ceux de René Bouché ou Kenneth Paul Block ; mais son style évolue, et il quitte le magazine peu de temps plus tard pour rejoindre le New York Times.

### Carrière
Au début des années 1960, l'illustration de mode est en plein déclin : la mort de René Bouché en 1963 marque la fin de l'illustration dans les magazines de mode, à l'exception de quelques-uns, remplacée définitivement par la photographie. Seul René Gruau est encore sur le devant de la scène.
Antonio Lopez fait la connaissance de Charles James qui marquera son travail de nombreuses années. Il est encore employé à Vogue ces années là ; les années suivantes, il travaille comme freelance, réalisant entre autres des portraits de personnalités pour les magazines de mode tel que Elle, le British Vogue, ou le Harper's Bazaar ; il découvre Jerry Hall, alors âgée de quinze ans, avec qui il partagera plus tard un appartement à Paris, mais également Jessica Lange ou Tina Chow (en), et sera proche de Pat Cleveland qui le rejoindra à Paris au début des années 1970.
Capable de changer son style en fonction de l'époque, il s'adapte et se voit régulièrement publié dans les magazines durant cette décennie et la suivante, dont Vogue dans les quatre éditions internationales principales : américaine, britannique et française et italienne avec Anna Piaggi.
En 1969, il part pour Paris où il rencontre Karl Lagerfeld qui lui prête un appartement. Il y restera sept ans et vivra avec le mannequin Jerry Hall. Habitué du Studio 54, ami de Warhol, il réalise au milieu des années 1970 des illustrations pour Interview alors que lui et Juan Ramos sont rentrés à New York.
Il tombe malade en 1986 et meurt l'année suivante de la maladie de Kaposi, complication liée au sida dont il est porteur, et est incinéré. David Downton le définira plus tard comme un « illustrateur de mode, novateur et provocateur ». N'hésitant pas à s'inspirer des peintres classiques, mais également des courants artistiques émergeant ces années là, abandonnant un style précis dès qu'il le maitrise pour mieux expérimenter de nouvelles techniques, c'est un artiste qui sait durant sa courte carrière refléter parfaitement son époque,.

#### Ouvrages publiés de son vivant
- Antonio Lopez, Christopher Hemphill, Juan Ramos, Karen Amiel, Antonio's Girls, Thames and Hudson, 1982,  (ISBN 978-0-500-27265-7)
- Antonio Lopez, Roy Finamore, Antonio's Tales From the Thousand and One Nights, Stewart, Tabori & Chang, 1985  (ISBN 978-0-941434-77-5)

#### Monographies
- 25 Years of Fashion, Stewart, Tabori & Chang, 1988
- (en) Antonio Lopez, Antonio's Dream, Hazard, juin 2002, 86 p. (ISBN 978-88-86991-72-8)
- Paul Caranicas, Antonio Lopez, Antonio's people, Thames & Hudson, 2004,  (ISBN 978-0-500-28502-2)
- (en) Roger Padilha et Mauricio Padilha, Antonio Lopez : Fashion, Art, Sex, and Disco, Rizzoli, septembre 2012, 304 p. (ISBN 978-0-8478-3792-2)